# Стів Робертс
Стів Робертс (англ. Steve Roberts, нар. 24 лютого 1980, Рексем) — валлійський футболіст, що грав на позиції захисника за клуби «Рексем», «Донкастер Роверз» та «Волсолл», а також національну збірну Уельсу.

## Клубна кар'єра
Народився 24 лютого 1980 року в місті Рексем. Вихованець футбольної школи місцевого однойменного клубу. Дорослу футбольну кар'єру розпочав 1998 року в основній команді «Рексема», в якій провів сім сезонів, взявши участь у 150 матчах чемпіонату. Більшість часу, проведеного у складі «Рексема», був основним гравцем захисту команди, що змагалася здебільшого у тетьому за силою англійському дивізіоні.
Своєю грою за цю команду привернув увагу представників тренерського штабу клубу «Донкастер Роверз», ще одного представника Першої футбольної ліги Англії до складу якого приєднався 2005 року. Відіграв за цю команду наступні три сезони своєї ігрової кар'єри.
Останньою командою гравця став «Волсолл», за який він виступав з 2008 до оголошення про завершення ігрової кар'єри у 2009 році. Завершив кар'єру у 29 років через постійні проблеми зі спиною.

## Виступи за збірні
1996 року дебютував у складі юнацької збірної Уельсу (U-17), того ж року провів сої перші гри за юнацьку збірну Уельсу (U-19). Загалом на юнацькому рівні взяв участь в 11 іграх.
Протягом 1999–2001 років залучався до складу молодіжної збірної Уельсу. На молодіжному рівні зіграв у 3 офіційних матчах.
2005 року провів свій перший і останній офіційний матч у складі національної збірної Уельсу.